# Sergi Palencia
Sergi Palencia Hurtado (Badalona, Barcelona, 23 de marzo de 1996) es un futbolista español que juega como defensa en Los Angeles F. C. de la Major League Soccer.

## Trayectoria

### Inicios
Nacido en Badalona, empezó su carrera en el club local Club de Fútbol Badalona, pasando luego con 10 años a La Masía del Fútbol Club Barcelona en 2006, comenzando en el Alevín "B" dirigido por Albert Puig y después en el Alevín "A" de Andrés Carrasco logrando una buena progresión, alcanzando ser campeón del MIC (Mediterranean International Cup), Torneo de Brunete y el Campeonato de Cataluña. Avanzando en cada una de las categorías de fútbol base barcelonista, llegó en 2012 al Juvenil "B" de García Pimienta siendo una de las piezas claves de su formación llegando a conquistar el campeonato nacional con un abultado margen del segundo, junto con el Campeonato de Cataluña. Historia parecida viviría en el Juvenil "A" de Jordi Vinyals, quienes se alzaron con la División de Honor y la primera edición de la Liga Juvenil de la UEFA.
Ya en 2015 fue el propio Jordi Vinyals quien lo llevó a debutar con el filial azulgrana de titular el 29 de marzo contra el C. D. Tenerife, encuentro que terminaría sin goles. Ante los malos resultados y a falta de variantes, Palencia se volvió habitual en el once inicial; incluso llegando a renovar su contrato hasta 2018 que lo certificó como jugador del filial culé. Pese al precario momento del equipo, marcó su primer y único gol de la temporada en la derrota frente al C. D. Leganés que condenaría finalmente al descenso al Barça B a Segunda B.
El 5 de octubre de 2017 renovó su contrato con el F. C. Barcelona hasta 2020. 

### Etapa en Francia
El 16 de agosto de 2018 el Fútbol Club Barcelona anunció su cesión al Girondins de Burdeos por una temporada sin opción de compra.
El 5 de julio de 2019 el A. S. Saint-Étienne hizo oficial su incorporación hasta 2023. Seis meses antes de la finalización del contrato llegó a un acuerdo para rescindirlo.

### Regreso a España
El 28 de septiembre de 2020 fue cedido una temporada al Club Deportivo Leganés. En julio de 2021 volvió a ser prestado al conjunto pepinero, esta vez con una opción de compra incluida.

### Estados Unidos
El 2 de febrero de 2023 se anunció su fichaje por Los Angeles F. C. de la Major League Soccer hasta 2024 con opción a un año más.

## Estadísticas

### Clubes
| Club                               | Div.          | Temporada     | Liga  | Liga  | Copa nacional | Copa nacional | Internacional | Internacional | Total | Total |
| Club                               | Div.          | Temporada     | Part. | Goles | Part.         | Goles         | Part.         | Goles         | Part. | Goles |
| ---------------------------------- | ------------- | ------------- | ----- | ----- | ------------- | ------------- | ------------- | ------------- | ----- | ----- |
| F. C. Barcelona "B" · España       | 2.ª           | 2014-15       | 11    | 1     | —             | —             | —             | —             | 11    | 1     |
| F. C. Barcelona "B" · España       | 2.ª B         | 2015-16       | 20    | 0     | —             | —             | —             | —             | 20    | 0     |
| F. C. Barcelona "B" · España       | 2.ª B         | 2016-17       | 41    | 1     | —             | —             | —             | —             | 41    | 1     |
| F. C. Barcelona "B" · España       | 2.ª           | 2017-18       | 31    | 0     | —             | —             | —             | —             | 31    | 0     |
| F. C. Barcelona "B" · España       | Total club    | Total club    | 103   | 2     | —             | —             | —             | —             | 103   | 2     |
| F. C. Girondins de Burdeos Francia | 1.ª           | 2018-19       | 25    | 0     | 2             | 0             | 4             | 0             | 31    | 0     |
| F. C. Girondins de Burdeos Francia | Total club    | Total club    | 25    | 0     | 2             | 0             | 4             | 0             | 31    | 0     |
| A. S. Saint-Étienne Francia        | 1.ª           | 2019-20       | 6     | 0     | 2             | 0             | 1             | 0             | 9     | 0     |
| C. D. Leganés · España             | 2.ª           | 2020-21       | 38    | 0     | 1             | 0             | —             | —             | 39    | 0     |
| C. D. Leganés · España             | 2.ª           | 2021-22       | 35    | 0     | 0             | 0             | —             | —             | 35    | 0     |
| C. D. Leganés · España             | Total club    | Total club    | 73    | 0     | 1             | 0             | —             | —             | 74    | 0     |
| A. S. Saint-Étienne Francia        | 2.ª           | 2022-23       | 9     | 0     | 0             | 0             | —             | —             | 9     | 0     |
| A. S. Saint-Étienne Francia        | Total club    | Total club    | 15    | 0     | 2             | 0             | 1             | 0             | 18    | 0     |
| Los Angeles F. C. Estados Unidos   | 1.ª           | 2023          | 25    | 0     | 0             | 0             | 9             | 0             | 34    | 0     |
| Los Angeles F. C. Estados Unidos   | 1.ª           | 2024          | 34    | 0     | 5             | 0             | 7             | 0             | 46    | 0     |
| Los Angeles F. C. Estados Unidos   | 1.ª           | 2025          | 21    | 1     | —             | —             | 13            | 0             | 34    | 1     |
| Los Angeles F. C. Estados Unidos   | Total club    | Total club    | 80    | 1     | 5             | 0             | 29            | 0             | 114   | 1     |
| Total carrera                      | Total carrera | Total carrera | 296   | 3     | 10            | 0             | 34            | 0             | 340   | 3     |

## Palmarés

### Campeonatos nacionales
| Título                    | Club                        | País           | Año  |
| ------------------------- | --------------------------- | -------------- | ---- |
| División de Honor Juvenil | F. C. Barcelona Juvenil "A" | España         | 2014 |
| U. S. Open Cup            | Los Angeles F. C.           | Estados Unidos | 2024 |

### Campeonatos internacionales
| Título                  | Club                        | Sede | Año  |
| ----------------------- | --------------------------- | ---- | ---- |
| Liga Juvenil de la UEFA | F. C. Barcelona Juvenil "A" | Nyon | 2014 |